# سلطات الباذنجان والمقبلات
تتميز العديد من المأكولات بسلطات الباذنجان والمقبلات.

## أصناف

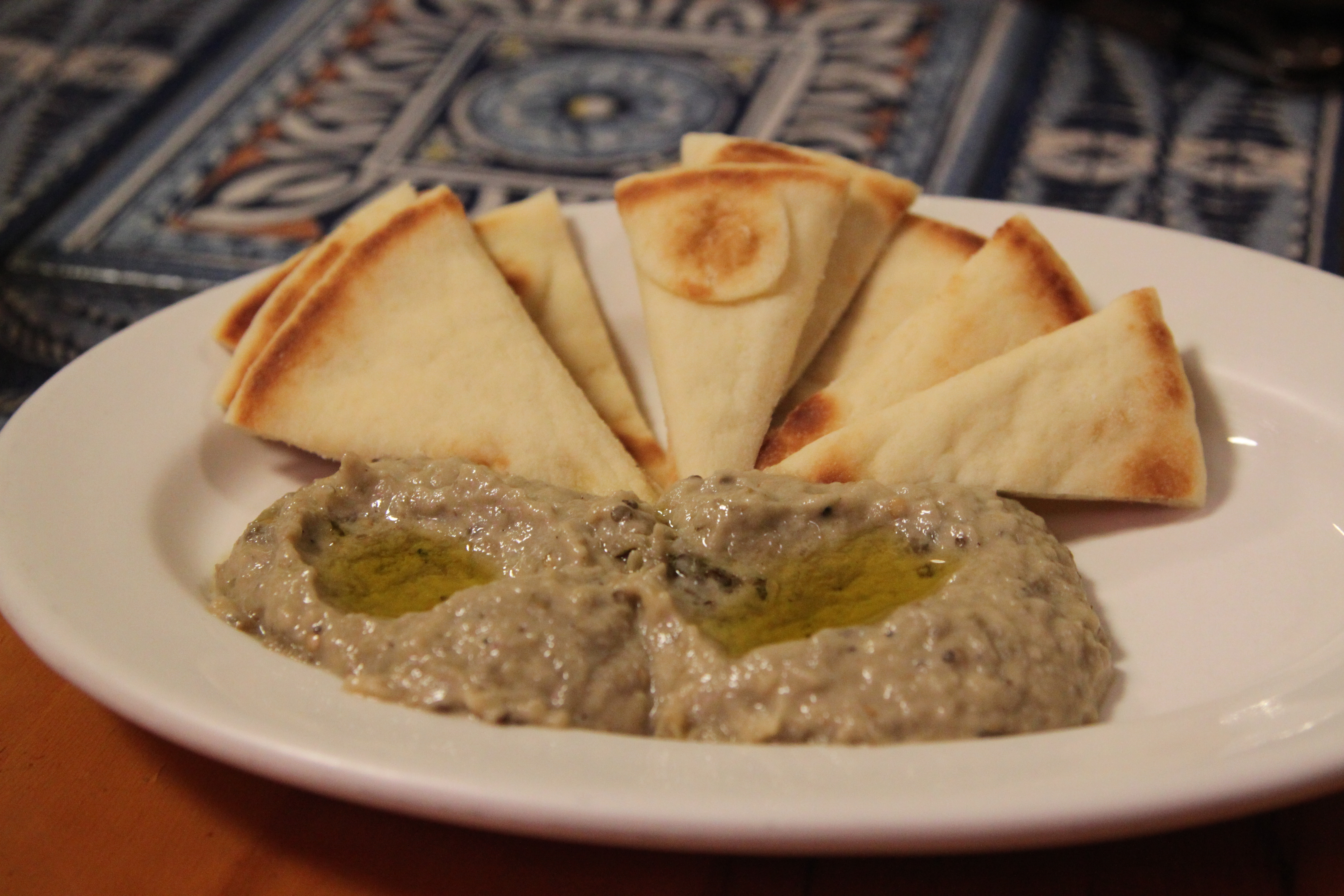
بابا غنوج

### الشرق الأوسط، القوقاز، أفريقيا
بابا غنوج هو طبق شامي شهير من الباذنجان المهروس ويخلط مع التوابل المختلفة. غالبًا ما يتم خبز الباذنجان أو تحميصه على النار قبل التقشير، بحيث يكون اللب ناعمًا وله طعم دخاني. عادة ما يتم تناول بابا غنوج كغمس مع خبز بيتا، ويضاف أحيانا إلى أطباق أخرى. عادة ما يكون لونه بني فاتح. في إثيوبيا يُعرف هذا الطبق باسم بلاغادوش.